# زعيل (المفتاح)

تعديل مصدري - تعديل

زعيل هي إحدى قرى عزلة الجبر الشرقي بمديرية المفتاح التابعة لمحافظة حجة، بلغ تعداد سكانها 200 نسمة حسب تعداد اليمن لعام 2004.